# Deuxième pont sur la Severn
Ne doit pas être confondu avec Pont sur la Severn.
Le deuxième pont sur la Severn, en anglais Second Severn Crossing, en gallois Ail Groesfan Hafren, est un viaduc du Royaume-Uni franchissant la Severn, entre l'Angleterre et le pays de Galles.

## Historique
Le pont a été bâti en 1992 et inauguré en 1996.

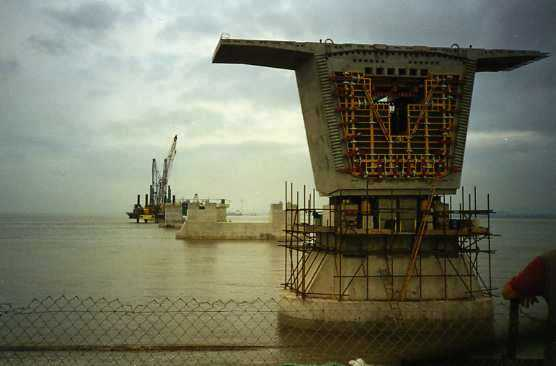
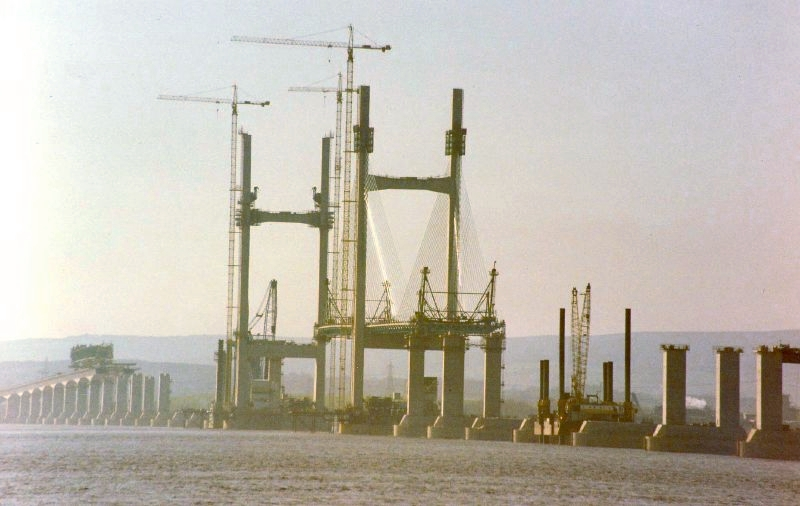

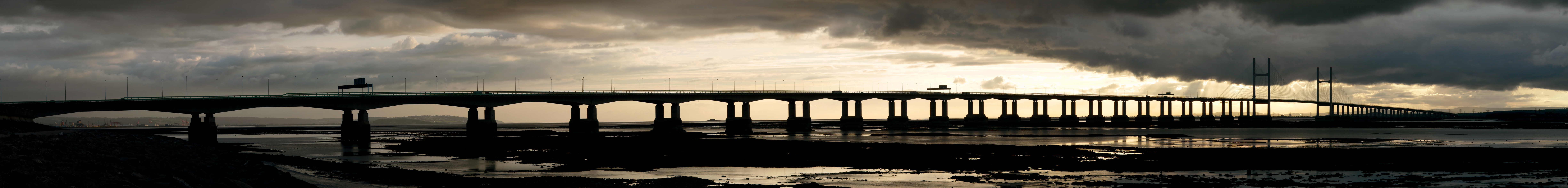
Vue panoramique du pont.

Le pont a été rebaptisé le pont du Prince de Galles, malgré l'opposition, le 2 juillet 2018 lors d'une cérémonie tenue au péage où une plaque a été dévoilée par le prince et la duchesse de Cornouailles.